# قرار مجلس الأمن التابع للأمم المتحدة رقم 899
قرار مجلس الأمن التابع للأمم المتحدة رقم 899، الصادر بتاريخ 4 مارس 1994 بشأن مسألة المواطنين العراقيين وما لهم من ممتلكات بقيت على الأراضي الكويتية في أعقاب تخطيط الحدود الدولية بين العراق والكويت. وقرر مجلس الأمن، الذي يتصرف بموجب الفصل السابع من ميثاق الأمم المتحدة، أنه يجوز تحويل مدفوعات التعويض التي قُدمت عملاً بترتيبات رسالة الأمين العام إلى المواطنين العراقيين في العراق. بصرف النظر عن أحكام قرار مجلس الأمن رقم 661 الصادر في 1990.